# WaldSchweiz

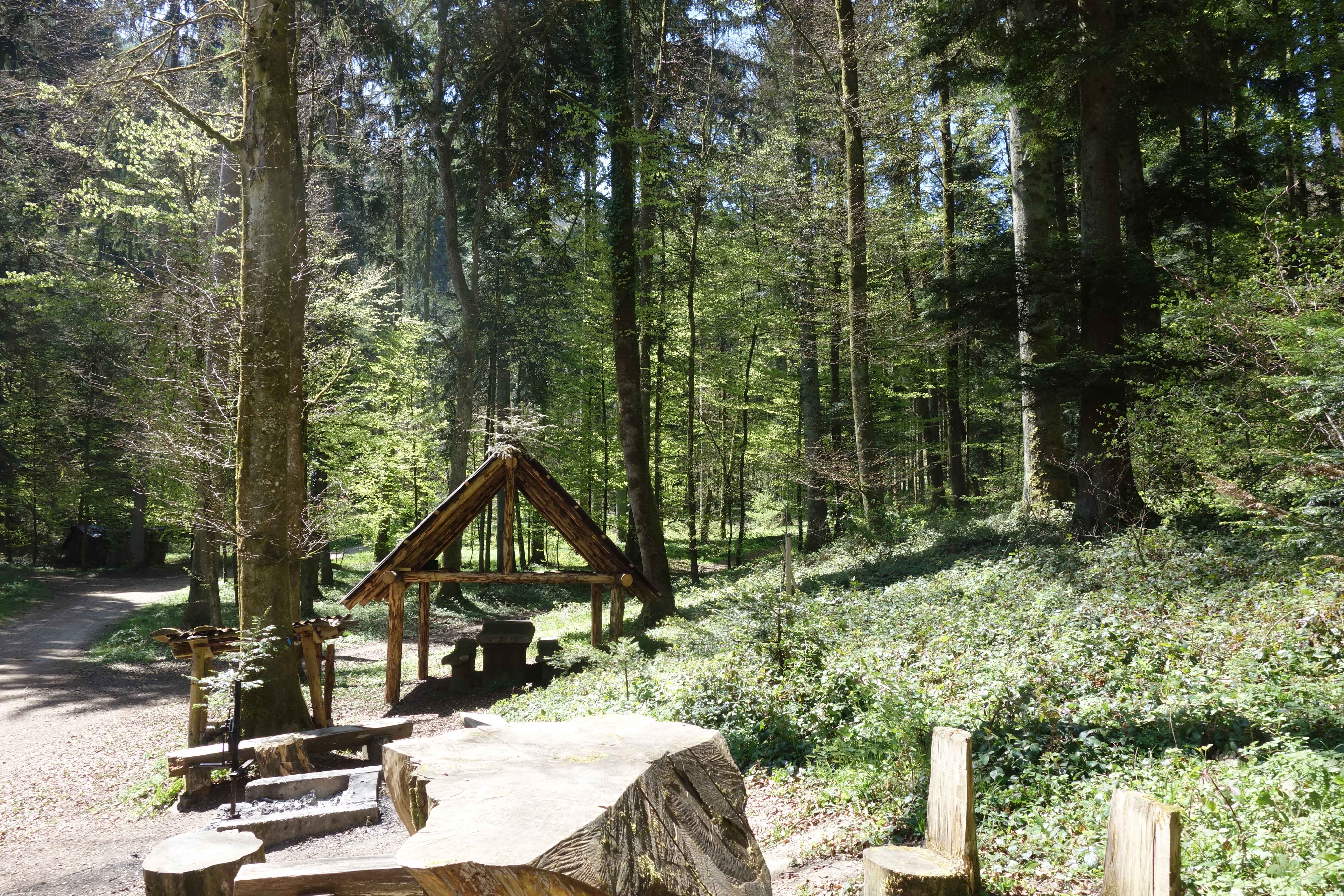
Erholung im Wald

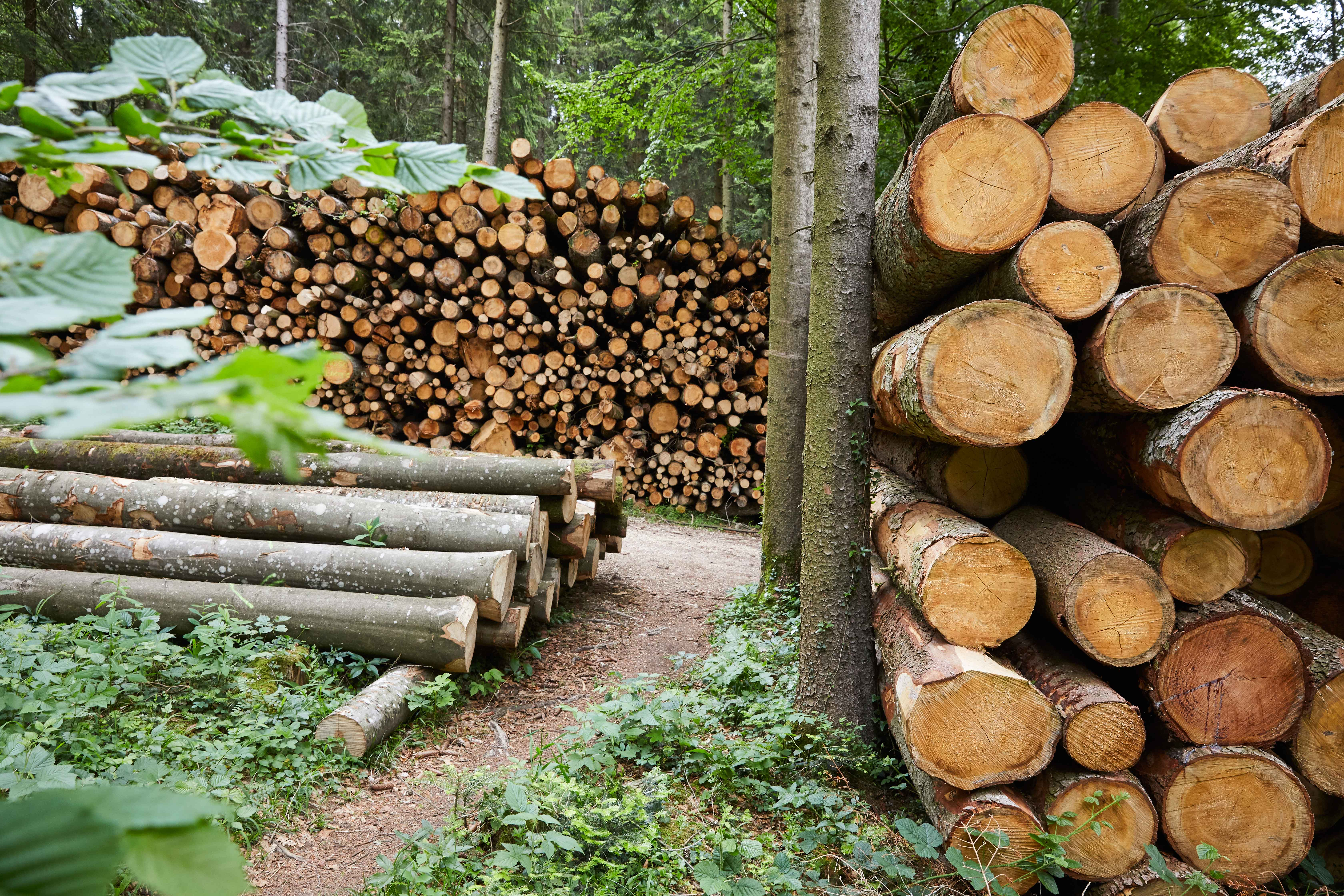
Vielfältige Waldleistungen

WaldSchweiz ist der Verband der Schweizer Waldeigentümer – vorher Waldwirtschaft Schweiz WVS. Er vertritt die Interessen der rund 250’000 privaten und öffentlichen Waldeigentümer. WaldSchweiz setzt sich für Rahmenbedingungen ein, die es den Forstbetrieben erlauben, den Schweizer Wald ökonomisch und ökologisch nachhaltig zu bewirtschaften, sodass er gesund und vielfältig bleibt.
Der Verband unterstützt die Waldeigentümer bei der Vermarktung ihrer Holzprodukte und anderer Waldleistungen. Er bietet Aus- und Weiterbildung sowie betriebswirtschaftliche Unterstützung. Zudem ist der Verband Herausgeber der Fachzeitschriften «WALD & HOLZ» und «LA FORÊT». Mitglieder von WaldSchweiz sind kantonale und regionale Waldwirtschaftsverbände, Kantone sowie einzelne Waldeigentümer. Die Geschäftsstelle in Solothurn zählt rund 30 Mitarbeitende.
Die Organisation ist mit ihren Mitgliedern in der ganzen Schweiz und in Liechtenstein vertreten.
Um die genannten Ziele zu erreichen, bringt der Verband seine Anliegen auf allen politischen Ebenen ein: mit eigenen Vorstössen, in Stellungnahmen zu Vernehmlassungen und Anhörungen, mit Informationen und Argumentarien sowie durch aktives Lobbying.

## Tätigkeiten

### Aus- und Weiterbildung
WaldSchweiz ist in der Aus- und Weiterbildung tätig. Und bietet Ausbildungen im Bereich der Forstwirtschaft an. Die Kurse richten sich an Berufsleute verschiedener Branchen, wie auch an private Personen, und finden an Standorten statt, die über die ganze Schweiz verteilt sind.

### Ökonomie & Betriebswirtschaft
WaldSchweiz entwickelt und vertreibt branchenspezifische Softwarelösungen und bietet den entsprechenden Support an. Daneben gehören individuelle betriebswirtschaftliche Beratungsdienstleistungen zum Angebot.

### Kommunikation und Politik
Die Kommunikation von WaldSchweiz richtet sich an Fachleute und an eine allgemeine Öffentlichkeit. Sie hat zum Ziel, das Vertrauen in die Waldeigentümer und Forstbetriebe zu sichern und das Verständnis für die Waldbewirtschaftung zu stärken. Der Verband sucht den Dialog mit sämtlichen am Wald interessierten Menschen und Institutionen.

### Waldshop
WaldSchweiz betreibt einen eigenen Onlineshop, welcher ein breites Fachsortiment für die Forstarbeit und Grünpflege führt.

### Zeitschrift «Wald und Holz»
Der Verband ist Herausgeber der forstlichen Fachzeitschrift «WALD und HOLZ» sowie der französischsprachigen Fachzeitschrift «LA FORÊT».